# New York (Snow Patrol)
New York è un singolo del gruppo musicale scozzese Snow Patrol, pubblicato nel 2011 ed estratto dall'album Fallen Empires.

## Tracce
- Download digitale

1. New York (album version) – 4:02